# Cavigny
Cavigny ist eine französische Gemeinde mit 268 Einwohnern (Stand 1. Januar 2022) im Département Manche in der Region Normandie. Sie gehört zum Arrondissement Saint-Lô und zum Kanton Pont-Hébert. 
Sie grenzt im Norden an Saint-Fromond, im Osten an Airel, im Südosten an La Meauffe, im Südwesten an Pont-Hébert und im Westen an Le Dézert.

## Bevölkerungsentwicklung
| Jahr      | 1962 | 1968 | 1975 | 1982 | 1990 | 1999 | 2008 | 2018 |
| --------- | ---- | ---- | ---- | ---- | ---- | ---- | ---- | ---- |
| Einwohner | 321  | 361  | 349  | 306  | 369  | 243  | 195  | 263  |

## Sehenswürdigkeiten
- Kirche Notre-Dame, Monument historique
- Wassermühle Moulin de Roguereuil im Weiler Bahais
- Château de la Mare, Monument historique seit 1944
- Kalkofen, Monument historique

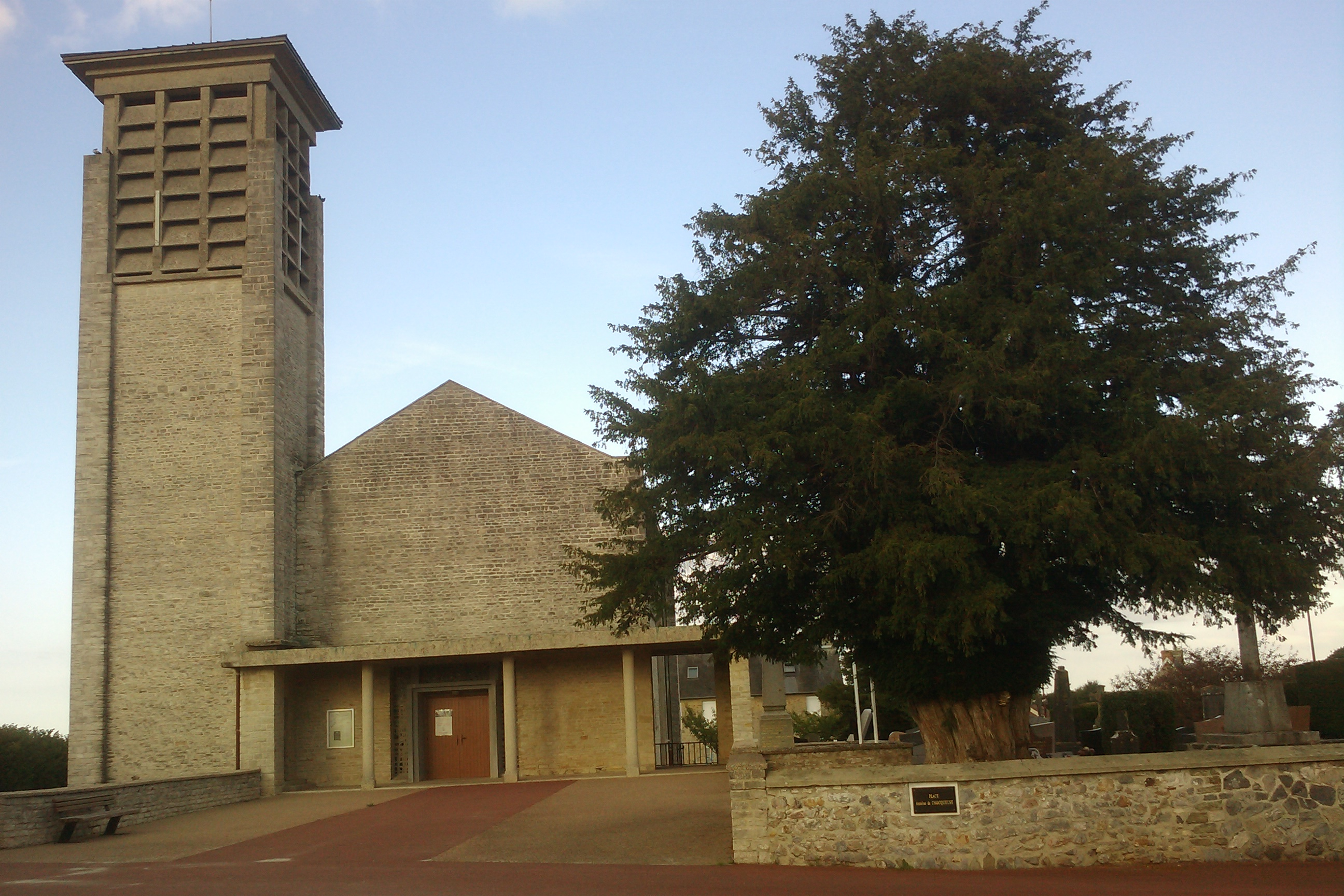
Kirche Notre-Dame
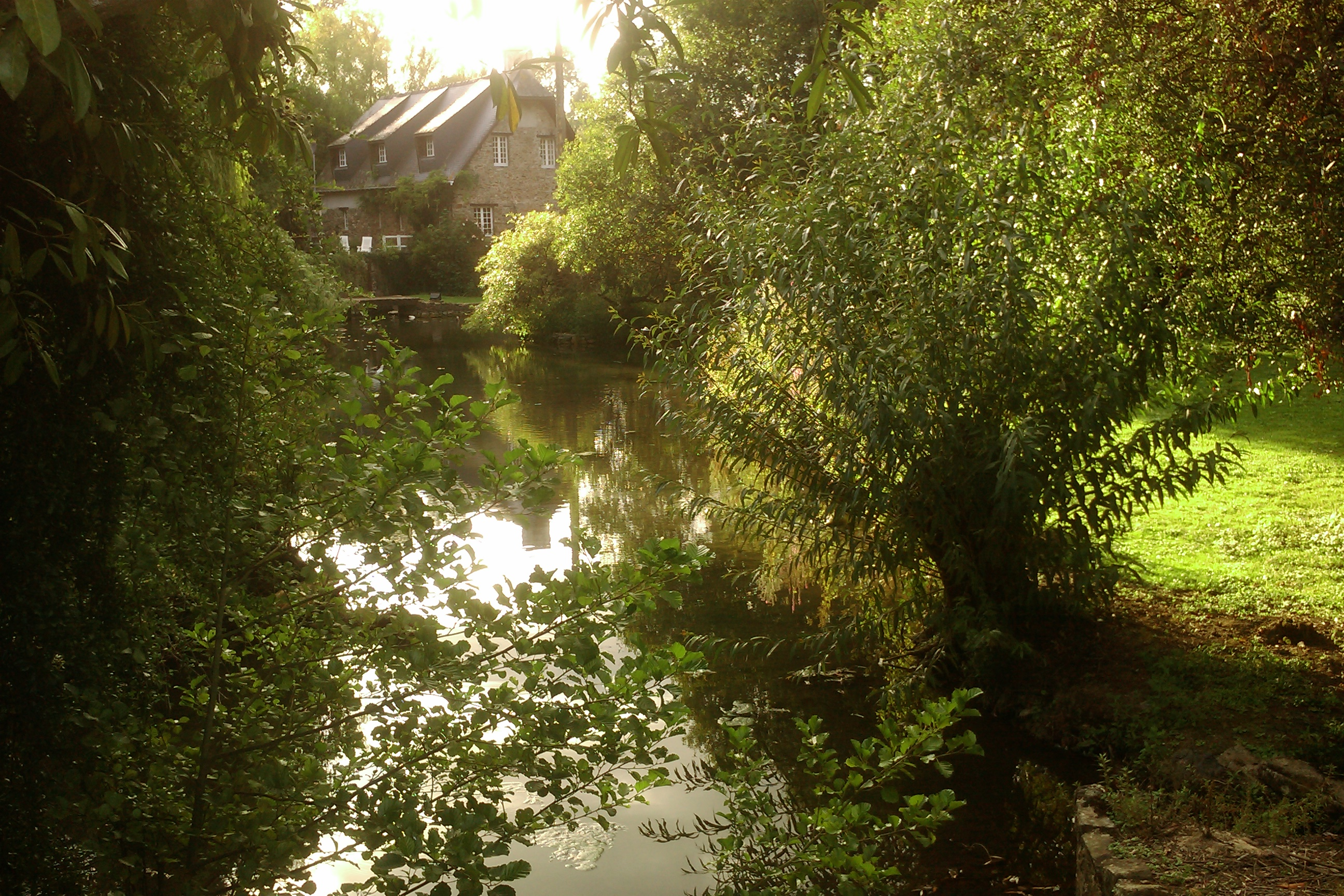
Wassermühle in Bahais
Château de la Mare
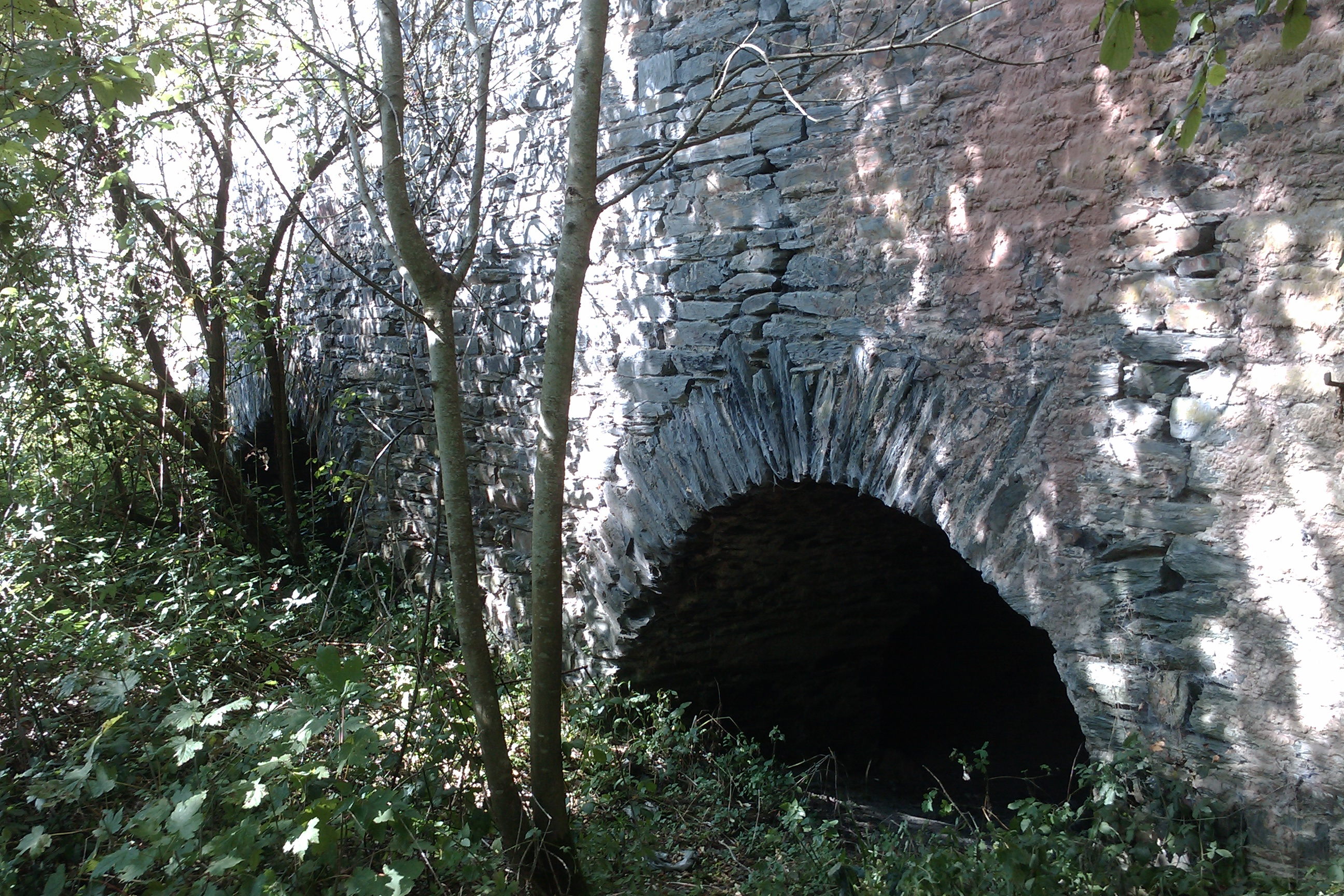
Kalkofen von Cavigny